# Villavard
Villavard település Franciaországban, Loir-et-Cher megyében. Lakosainak száma 125 fő (2022. január 1.). Villavard Houssay, Lavardin, Montoire-sur-le-Loir, Saint-Rimay és Sasnières községekkel határos.

## Népesség
A település népessége az elmúlt években az alábbi módon változott:
| Lakosok száma | 164  | 134  | 127  | 145  | 135  | 127  | 128  | 127  | 126  | 125  |
|               | 1968 | 1982 | 1990 | 2006 | 2013 | 2015 | 2017 | 2019 | 2020 | 2022 |